# FAB CLIPS
『FAB CLIPS』は、日本のバンドフジファブリックの1枚目のDVDである。2006年2月22日発売。発売元はEMIミュージック・ジャパン。

## 概要
- メジャーデビューから2005年までのビデオクリップを収録。PVの他にメンバーの制作秘話もついている。インディーズ時代のビデオクリップ「茜色の夕日」（監督：橋本結樹）と「花屋の娘」（監督：スミス）、及び「陽炎」のカップリング「NAGISAにて」（監督：USAMI & F.SHOGO）は収録されていない。
- 2006年5月3日に行われる日比谷野外音楽堂でのワンマンライブの特別先行予約情報が封入。

## 収録曲
（全曲作詞/作曲：志村正彦）
1. 桜の季節(10:57)
監督：スミス
2. 陽炎(12:21)
監督：スミス
3. 赤黄色の金木犀(11:26)
監督：スミス
4. TAIFU(7:36)
監督：スミス
5. 銀河(13:13)
監督：スミス
6. 虹(12:58)
監督：川村ケンスケ
7. 茜色の夕日(10:05)
監督：山口保幸
8. 茜色の夕日＜Short Movie Ver.＞(5:42)
監督：山口保幸
9. モノノケハカランダ(7:26)
監督：掛川康典
10. Birthday(4:32)
監督：スミス
11. 【MAKING】
ボーナストラック
12. 【TV SPOT】
ボーナストラック。全13タイプ